# Bûcherons de la Manouane
Pour plus de détails, voir Fiche technique et Distribution.

Bûcherons de la Manouane est un court métrage documentaire québécois réalisé par Arthur Lamothe, sorti en 1962, alors à l'Office national du film du Canada. Il a été présenté au Festival de Tours en décembre 1963.
Pendant les 27 minutes du film, on y narre le quotidien de bûcherons québécois travaillant dans des conditions extrêmes dans les forêts enneigées de la Haute-Mauricie. Ce film est un précurseur du cinéma vérité québécois des années 1960, qui implique un contact direct entre les documentaristes et leurs sujets, d'où l'attribution d'une importance historique à cette œuvre.
Le producteur du film retranche une portion du commentaire, sans en compromettre le propos.

### Articles
- Frédéric Gaussen, « Tours 1963 », Téléciné, no 113-114, Paris, Fédération des Loisirs et Culture Cinématographique (FLECC), décembre 1963-janvier 1964 (ISSN 0049-3287)